# Schluein
Schluein est une commune suisse du canton des Grisons, située dans la région de Surselva.

Photo aérienne (1949).